# Truth movement
Tilhængere af Truth movement eller 9/11 Truth movement betvivler det officielle og alment accepterede resultat af undersøgelserne af terrorangrebet den 11. september 2001, der slår fast at terrorister fra Al-Qaeda kaprede fire fly og fløj dem ind i World Trade Center, Pentagon og styrt i Shanksville, Pennsylvania. De hævder derimod at det er der er modstridende oplysninger i forklaringen og at der bliver dækket over den rigtige forklaring eller at det er udført af USA selv.
De analyserer beviser fra angrebene, diskuterer forskellige teorier om, hvad der skete under angrebene og forsøger at få lavet en ny undersøgelse af angrebene.
Medlemmer af bevægelsen kalder sig for "truthers".[kilde mangler]